# 흰꼬리두더지
흰꼬리두더지(Parascaptor leucura)는 진무맹장목 두더지과에 속하는 포유류의 일종이다. 중국과 인도, 미얀마에서 발견된다. 흰꼬리두더지속(Parascaptor)의 유일종이다.